# Wulfila tenuissimus
Wulfila tenuissimus är en spindelart som beskrevs av Simon 1896. Wulfila tenuissimus ingår i släktet Wulfila och familjen spökspindlar.
Artens utbredningsområde är Jamaica. Inga underarter finns listade i Catalogue of Life.